# Meliboeus
Meliboeus (griechisch: Μελίβοιος Meliboios) ist ein gebräuchlicher Name von Hirten in der Bukolik. Nach ihm benannt ist die siebte Ekloge des römischen Dichters Vergil. Meliboeus ist der Name des Hirten, der den ausgesetzten Knaben Oedipus aufgezogen hat.